# Quai de Metz
Der Quai de Metz ist eine Einbahnstraße im 19. Arrondissement von Paris.

## Lage
Die Straße liegt an einem Seitenkanal des Canal Saint-Denis, dem Darse du fond de Rouvray, der als Kanal für Entladungen gebaut wurde.

## Namensursprung
Die Straße wurde 1904 nach der Stadt Metz benannt.

## Geschichte
Der Kai war ursprünglich nur zum Entladen der Schiffe im Canal Saint-Denis angelegt worden und wurde auch unter diesem Namen geführt (quai des vidanges = Kai der Enladungen). Dabei handelte es sich vor allem um Abfälle, denn in der Nähe war eine Deponie.